# La Neuville-aux-Larris Military Cemetery
La Neuville-aux-Larris Military Cemetery is een Britse militaire begraafplaats met gesneuvelden uit de Eerste Wereldoorlog gelegen in de Franse gemeente La Neuville-aux-Larris  in het departement Marne. De begraafplaats werd ontworpen door Arthur Hutton en ligt naast de gemeentelijke begraafplaats, 320 m ten oosten van het centrum van de gemeente (Église Notre-Dame). Het terrein heeft de vorm van een lange smalle rechthoek met een oppervlakte van 303 m² en is omgeven door een natuurstenen muur. Het Cross of Sacrifice staat helemaal op het einde van de begraafplaats. De graven liggen in twee lange evenwijdige rijen gerangschikt. De begraafplaats wordt onderhouden door de Commonwealth War Graves Commission.
Er worden 98 doden herdacht waaronder 31 niet geïdentificeerde.

## Geschiedenis
De begraafplaats werd in juni 1918 gestart door de Frans-Afrikaanse troepen en sloot in juli van hetzelfde jaar. Na de wapenstilstand werden Britse slachtoffers en nog andere Franse en Duitse doden naar hier overgebracht. Later werden de 137 Franse en 42 Duitse graven naar andere begraafplaatsen verplaatst.
Nu rusten er 97 Britse gesneuvelden waarvan 31 niet meer geïdentificeerd konden worden. Voor 1 Brit werd een Special Memorial  opgericht omdat zijn graf niet meer gelokaliseerd kon worden.

## Onderscheiden militairen
- sergeant James Shand en korporaal F. Christie, beiden van de Gordon Highlanders ontvingen de Military Medal (MM).